# Michał Wiślicki
Michał Wiślicki (ur. 1883, zm. 30 grudnia 1948) – polski działacz komunistyczny, w latach 1945–1948 prezydent Przemyśla.

## Życiorys
Z zawodu kolejarz. W okresie międzywojennym członek Komunistycznej Partii Polski, po wojnie w szeregach Polskiej Partii Robotniczej i następnie Polskiej Zjednoczonej Partii Robotniczej. Zasiadał w Miejskiej Radzie Narodowej w Przemyślu, był członkiem Prezydium Wojewódzkiej Rady Narodowej w Rzeszowie. Od 6 października 1944 do grudnia 1945 pierwszy wiceprezydent, a następnie od grudnia 1945 do śmierci prezydent Przemyśla.